# 聖佩德羅 (智利)
33°53′40″S 71°27′21″W / 33.89444°S 71.45583°W

聖佩德羅（西班牙語：San Pedro），是智利的城鎮，位於該國中部聖地亞哥首都大區的梅利皮亞省，面積787.5平方公里，2002年人口7,549人，人口密度每平方公里9.6人。